# 所信表明演說
所信表明演説（日语：／ Shoshin hyōmei enzetsu ?）是日本行政首長對自己施政信念發表的公開演講，多半是首相對國會、或者地方自治體首長對議會發表。

## 日本國會的所信表明演說
在國會是由內閣總理大臣（首相）在眾議院或參議員的議場開會時發表所信表明演說，為內閣總理大臣個人信念對於國家政策的方針和重點課題之說明，各政黨派系議員會在演說日後對此演說提出一般質詢。
- 臨時國會的開頭
- 內閣總理大臣被指名任命後的特別國會
- 國會會期中內閣總理大臣被替換的場合

通常國會開頭是由內閣總理大臣將內閣全體方針和重點課題對外說明，被稱呼為施政方針演說，不過施政方針演說通常慣例是在1月的通常國會發表，臨時國會和特別國會的場合，總理開頭之演講自1953年6月被稱為所信表明演說至今。
所信表明演說通常為20至30分鐘，2009年10月26日鳩山由紀夫首相的演講長達52分鐘，為10年來最長的紀錄。2012年8月29日第180回國會參議院決定拒絕野田佳彥的所信表明演說，同年10月29日之第181回國會，內閣總理大臣史上首次在眾議院進行演說。

## 歷年首相所信表明演說
| 年月日         | 国会        | 首相       |
| -------------- | ----------- | ---------- |
| 1953年11月30日 | 第18回國會  | 吉田茂     |
| 1954年11月30日 | 第20回國會  | 吉田茂     |
| 1955年12月2日  | 第23回國會  | 鳩山一郎   |
| 1956年11月16日 | 第25回國會  | 鳩山一郎   |
| 1957年2月27日  | 第26回國會  | 岸信介     |
| 1959年6月25日  | 第32回國會  | 岸信介     |
| 1960年12月12日 | 第37回國會  | 池田勇人   |
| 1962年8月10日  | 第41回國會  | 池田勇人   |
| 1962年12月10日 | 第42回國會  | 池田勇人   |
| 1963年10月18日 | 第44回國會  | 池田勇人   |
| 1963年12月10日 | 第45回國會  | 池田勇人   |
| 1964年11月21日 | 第47回國會  | 佐藤荣作   |
| 1965年7月30日  | 第49回國會  | 佐藤荣作   |
| 1965年10月13日 | 第50回國會  | 佐藤荣作   |
| 1966年7月12日  | 第52回國會  | 佐藤荣作   |
| 1966年12月15日 | 第53回國會  | 佐藤荣作   |
| 1967年7月28日  | 第56回國會  | 佐藤荣作   |
| 1967年12月5日  | 第57回國會  | 佐藤荣作   |
| 1968年8月3日   | 第59回國會  | 佐藤荣作   |
| 1968年12月11日 | 第60回國會  | 佐藤荣作   |
| 1969年12月1日  | 第62回國會  | 佐藤荣作   |
| 1970年11月25日 | 第64回國會  | 佐藤荣作   |
| 1971年7月17日  | 第66回國會  | 佐藤荣作   |
| 1971年10月19日 | 第67回國會  | 佐藤荣作   |
| 1972年10月28日 | 第70回國會  | 田中角荣   |
| 1973年12月1日  | 第72回國會  | 田中角荣   |
| 1974年12月14日 | 第74回國會  | 三木武夫   |
| 1975年9月16日  | 第76回國會  | 三木武夫   |
| 1976年9月24日  | 第78回國會  | 三木武夫   |
| 1977年7月30日  | 第81回國會  | 福田赳夫   |
| 1977年10月3日  | 第82回國會  | 福田赳夫   |
| 1978年9月20日  | 第85回國會  | 福田赳夫   |
| 1979年9月3日   | 第88回國會  | 大平正芳   |
| 1979年11月27日 | 第90回國會  | 大平正芳   |
| 1980年10月3日  | 第93回國會  | 铃木善幸   |
| 1981年9月28日  | 第95回國會  | 铃木善幸   |
| 1982年12月3日  | 第97回國會  | 中曾根康弘 |
| 1983年9月10日  | 第100回國會 | 中曾根康弘 |
| 1985年10月14日 | 第103回國會 | 中曾根康弘 |
| 1986年9月12日  | 第107回國會 | 中曾根康弘 |
| 1987年7月6日   | 第109回國會 | 中曾根康弘 |
| 1987年11月27日 | 第111回國會 | 竹下登     |
| 1988年7月29日  | 第113回國會 | 竹下登     |
| 1989年6月5日   | 第114回國會 | 宇野宗佑   |
| 1989年10月2月  | 第116回國會 | 海部俊樹   |
| 1990年10月12日 | 第119回國會 | 海部俊樹   |
| 1991年8月5日   | 第121回國會 | 海部俊樹   |
| 1991年11月8日  | 第122回國會 | 宮沢喜一   |
| 1992年10月30日 | 第125回國會 | 宮沢喜一   |
| 1993年8月23日  | 第127回國會 | 细川护熙   |
| 1993年9月21日  | 第128回國會 | 细川护熙   |
| 1994年5月10日  | 第129回國會 | 羽田孜     |
| 1994年7月18日  | 第130回國會 | 村山富市   |
| 1994年9月30日  | 第131回國會 | 村山富市   |
| 1995年9月29日  | 第134回國會 | 村山富市   |
| 1996年11月29日 | 第139回國會 | 橋本龍太郎 |
| 1997年9月29日  | 第141回國會 | 橋本龍太郎 |
| 1998年8月7日   | 第143回國會 | 小渊惠三   |
| 1998年11月27日 | 第144回國會 | 小渊惠三   |
| 1999年10月29日 | 第146回國會 | 小渊惠三   |
| 2000年4月7日   | 第147回國會 | 森喜朗     |
| 2000年7月28日  | 第149回國會 | 森喜朗     |
| 2000年9月21日  | 第150回國會 | 森喜朗     |
| 2001年5月7日   | 第151回國會 | 小泉纯一郎 |
| 2001年9月27日  | 第153回國會 | 小泉纯一郎 |
| 2002年10月18日 | 第155回國會 | 小泉纯一郎 |
| 2003年9月26日  | 第157回國會 | 小泉纯一郎 |
| 2004年10月12日 | 第161回國會 | 小泉纯一郎 |
| 2005年9月26日  | 第163回國會 | 小泉纯一郎 |
| 2006年9月29日  | 第165回國會 | 安倍晋三   |
| 2007年9月10日  | 第168回國會 | 安倍晋三   |
| 2007年10月1日  | 第168回國會 | 福田康夫   |
| 2008年9月29日  | 第170回國會 | 麻生太郎   |
| 2009年10月26日 | 第173回國會 | 鳩山由紀夫 |
| 2010年6月11日  | 第174回國會 | 菅直人     |
| 2010年10月1日  | 第176回國會 | 菅直人     |
| 2011年9月13日  | 第178回國會 | 野田佳彥   |
| 2011年10月28日 | 第179回國會 | 野田佳彥   |
| 2012年10月29日 | 第181回國會 | 野田佳彥   |
| 2013年1月28日  | 第183回國會 | 安倍晋三   |
| 2013年10月15日 | 第185回國會 | 安倍晋三   |
| 2014年9月29日  | 第187回國會 | 安倍晋三   |
| 2016年9月26日  | 第192回國會 | 安倍晋三   |
| 2017年11月17日 | 第195回國會 | 安倍晋三   |
| 2018年10月24日 | 第197回國會 | 安倍晋三   |
| 2019年10月4日  | 第200回國會 | 安倍晋三   |
| 2020年10月26日 | 第203回國會 | 菅義偉     |
| 2021年10月8日  | 第205回國會 | 岸田文雄   |
| 2021年12月6日  | 第207回國會 | 岸田文雄   |
| 2022年10月3日  | 第210回國會 | 岸田文雄   |
| 2023年10月23日 | 第212回國會 | 岸田文雄   |
| 2024年10月4日  | 第214回國會 | 石破茂     |